# Вологі листяні ліси Північно-Західних Гат
Вологі листяні ліси Північно-Західних Гат (ідентифікатор WWF: IM0134) — індомалайський екорегіон тропічних та субтропічних вологих широколистяних лісів, розташований на південному заході Індії.

## Географія
Екорегіон вологих листяних лісів Північно-Західних Гат охоплює західні та східні схили північної частини гірського хребта Західних Гат, також відомих як гори Сах'ядрі. Він простягається на територіях індійських штатів Гуджарат, Махараштра, Гоа і Карнатака, на висоті від 250 до 1000 м над рівнем моря. На висоті понад 1000 м над рівнем моря екорегіон переходить у гірські дощові ліси Північно-Західних Гат. На захід від екорегіону поширені вологі ліси Малабарського узбережжя, на північ — сухі листяні ліси Катхіавар-Гіру, на схід — сухі листяні ліси долини Нармади, колючі чагарники та ліси Декану та сухі листяні ліси Південного Декану, а на південь — вологі листяні ліси Південно-Західних Гат.

## Клімат
В межах екорегіону переважає вологий і спекотний тропічний клімат. Високі Західні Гати перехоплюють вологу південно-західних мусонів, які дмуть з червня по вересень. Таким чином, на їх західних схилах опадів випадає  більше, ніж на східних. Загалом середньорічна кількість опадів в екорегіоні коливається від 1500 до 2000 мм. Сухий сезон триває протягом 4-5 місяців. Середньорічна температура коливається від 24 до 27 °C. На східних схилах гір максимальна температура може досягати 40 °C.

## Флора
Основними лісовими угрупованнями екорегіону є вологі тикові ліси, вологі мішані ліси та вторинні вологі мішані ліси. Дерева в цих лісах скидають листя під час сухого сезону. 
Основу лісів регіону складають тикові дерева (Tectona grandis), липолисті гревії (Grewia tiliifolia), дрібноцвіті лагерстромії (Lagerstroemia parviflora), п'ятистовпчикові ділленії (Dillenia pentagyna), широколисті дальбергії (Dalbergia latifolia), серцелисті адіни (Adina cordifolia), сумчасті птерокарпуси (Pterocarpus marsupium), деревоплідні ксилії (Xylia xylocarpa), непальські індигові дерева (Wrightia tinctoria) та дерева кусум (Schleichera oleosa). 
Підлісок в тикових лісах складають пагорбові клейстантуси (Cleistanthus collinus), коралові райтії (Wrightia antidysenterica), червоні баугінії (Bauhinia racemosa), чашечкові кідії (Kydia calycina) та колючий бамбук (Bambusa bambos). Серед ліан, поширених в лісах екорегіону, слід відзначити Ichnocarpus frutescens, Butea superba, Phanera vahlii, Smilax macrophylla та різні види діоскореї (Dioscorea spp.). 
Окрім листопадних лісів, в екорегіоні також подекуди зустрічаються ділянки вічнозелених лісів, де переважають малабатрумові коричники (Cinnamomum malabatrum), сизигіуми Гарднера (Syzygium gardneri), мускатники Беддоума (Myristica beddomei), витончені кнеми (Knema attenuata) та лісова хурма (Diospyros sylvatica).

## Фауна
В межах екорегіону зустрічається близько 90 видів ссавців. Серед рідкісних великих ссавців, поширених в регіоні, слід відзначити бенгальського тигра (Panthera tigris tigris), індійського слона (Elephas maximus), гаура (Bos gaurus), чотирирогу антилопу (Tetracerus quadricornis) та ведмедя-губача (Melursus ursinus). Також в екорегіоні мешкають рідкісні сірі стрункі лорі (Loris lydekkerianus), чорноногі лангури (Semnopithecus hypoleucos) та велетенські індійські білки (Ratufa indica).
В межах екорегіону зустрічається понад 345 видів птахів. Серед поширених в регіоні птахів слід відзначити майже ендемічних нільгирійських голубів (Columba elphinstonii), малабарських токо (Ocyceros griseus), сіроголових бюльбюлів (Brachypodius priocephalus), сіролобих кратероп (Argya subrufa) та малабарських папуг (Psittacula columboides). Також в екорегіоні зустрічаються рідкісні індійські флорікани (Sypheotides indicus), сірі пелікани (Pelecanus philippensis), індійські токо (Ocyceros birostris) та дворогі гомраї (Buceros bicornis).

## Збереження
Оцінка 2017 року показала, що 2375 км², або 5 % екорегіону, є заповідними територіями. Ще близько 15 % екорегіону вкриті лісами, однак перебувають поза межами заповідників. Природоохоронні території включають:
- Тигровий заповідник Калі, Карнатака (280 км²)
- Природний заповідник Бхадра[en], Карнатака (330 км²)
- Природний заповідник Бхімашанкар[en], Махараштра (30 км²)
- Національний парк Чандолі[en], Махараштра (100 км²)
- Природний заповідник Котігао[en], Гоа (170 км²)
- Пташиний заповідник Карнала[en], Махараштра (50 км²)
- Природний заповідник Койна[en], Махараштра (90 км²)
- Природний заповідник Мукамбіка[en], Карнатака (140 км²)
- Природний заповідник Шулпанешвар[en], Гуджарат (330 км²)
- Природний заповідник Пурна[en], Гуджарат (150 км²)
- Природний заповідник долини Шараваті[en], Карнатака (220 км²)
- Природний заповідник Шеттіхаллі[en], Карнатака (280 км²)
- Природний заповідник Танса[en], Махараштра (80 км²)